# Mujer Pionera
La Mujer Pionera (en inglés: Pioneer Woman) es una obra creada por el escultor Leo Friedlander. Se encuentra ubicada en la Universidad de mujeres de Texas (TWU por sus siglas en inglés) en Denton, Texas, al sur de Estados Unidos, fue comisionada como parte de las celebraciones del Centenario de Texas para conmemorar el 100 aniversario de la Independencia de Texas de México. El 3 de junio de 1935, la Junta de Regentes de la TWU aprobó una resolución en la que instaba a la Comisión del Centenario a asignar la suma de 30.000 dólares para la erección de una estatua dedicada a las mujeres pioneras de Texas, que se erigió en el campus como  parte de la celebración del Centenario.